# Sendraž
Sendraž (německy Sendrasch) je obec v okrese Náchod v Královéhradeckém kraji. Leží v severozápadní oblasti orlickohorského podhůří, severně od Nového Města nad Metují. Žije zde 103 obyvatel.

## Historie
První písemná zmínka o Sendraži pochází z roku 1338, kdy se ves uvádí jako majetek Zbyška Sendražského ze Sendraže. V roce 1341 obec zdědil Zbyškův syn Ješek Sendražský ze Sendraže, který ji kvůli dluhům prodal Černčickým z Kácova. V roce 1403 Sendraž prokazatelně patřila ke krčínskému panství. Roku 1459 byla jako součást odúmrti po Janovi z Mokřice postoupena králem Jiřím z Poděbrad jako manství Petrovi Kdulincovi z Ostroměře.

## Přírodní poměry
Sendraž leží na jihozápadním svahu stejnojmenného kopce (Sendražský kopec, 610 metrů). Na východě je ohraničena přírodní rezervací Peklo. Z celé obce, a především pak z 50 m vysoké rozhledny Varta u vrcholu kopce Na vartě (618 metrů) se naskýtá výhled do kraje. Za příznivých podmínek lze v spatřit Kunětickou horu.
Do západní části katastrálního území zasahuje část přírodní rezervace Peklo u Nového Města nad Metují.

## Obyvatelstvo
| Rok            | 1869 | 1880 | 1890 | 1900 | 1910 | 1921 | 1930 | 1950 | 1961 | 1970 | 1980 | 1991 | 2001 | 2011 | 2021 |
| -------------- | ---- | ---- | ---- | ---- | ---- | ---- | ---- | ---- | ---- | ---- | ---- | ---- | ---- | ---- | ---- |
| Počet obyvatel | 216  | 202  | 213  | 205  | 206  | 179  | 149  | 108  | 113  | 102  | 101  | 84   | 90   | 95   | 117  |
| Počet domů     | 42   | 42   | 42   | 42   | 43   | 43   | 43   | 38   | 29   | 27   | 28   | 38   | 39   | 40   | 47   |

## Obecní správa
Mezi lety 1869–1950 Sendraž byl obcí v okrese Nové Město nad Metují (1869–1890) (v roce 1869 Nové Město) a později v okrese Náchod. V letech 1960–1990 patřil jako část obce k Jestřebí a od 1. září 1990 je opět samostatnou obcí.

## Pamětihodnosti
Západně od vesnice, v místech zvaných Na Zámečku stávala sendražská tvrz, která zanikla po požáru v roce 1564.

## Galerie

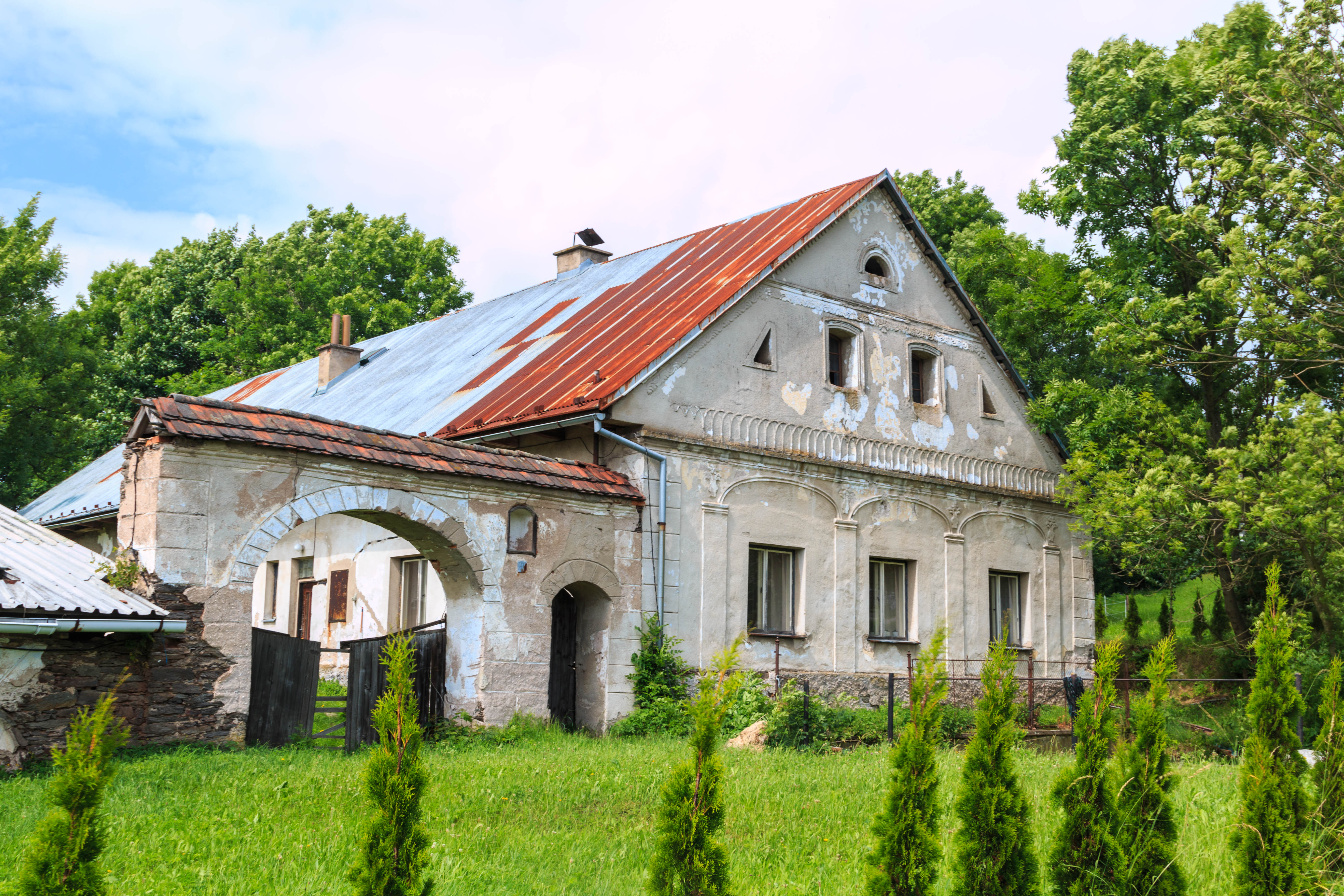
Dům čp. 27
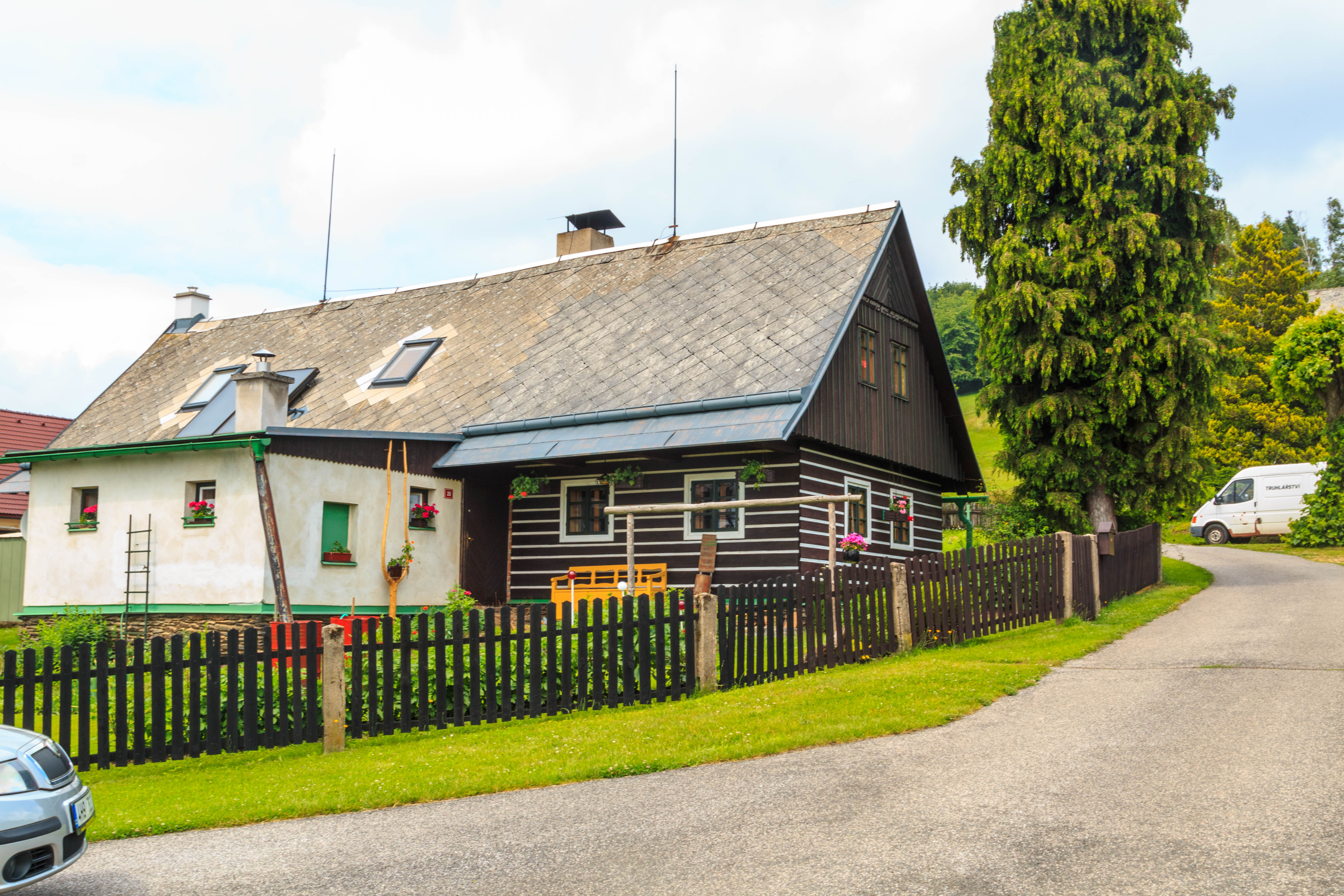
Dům čp. 28
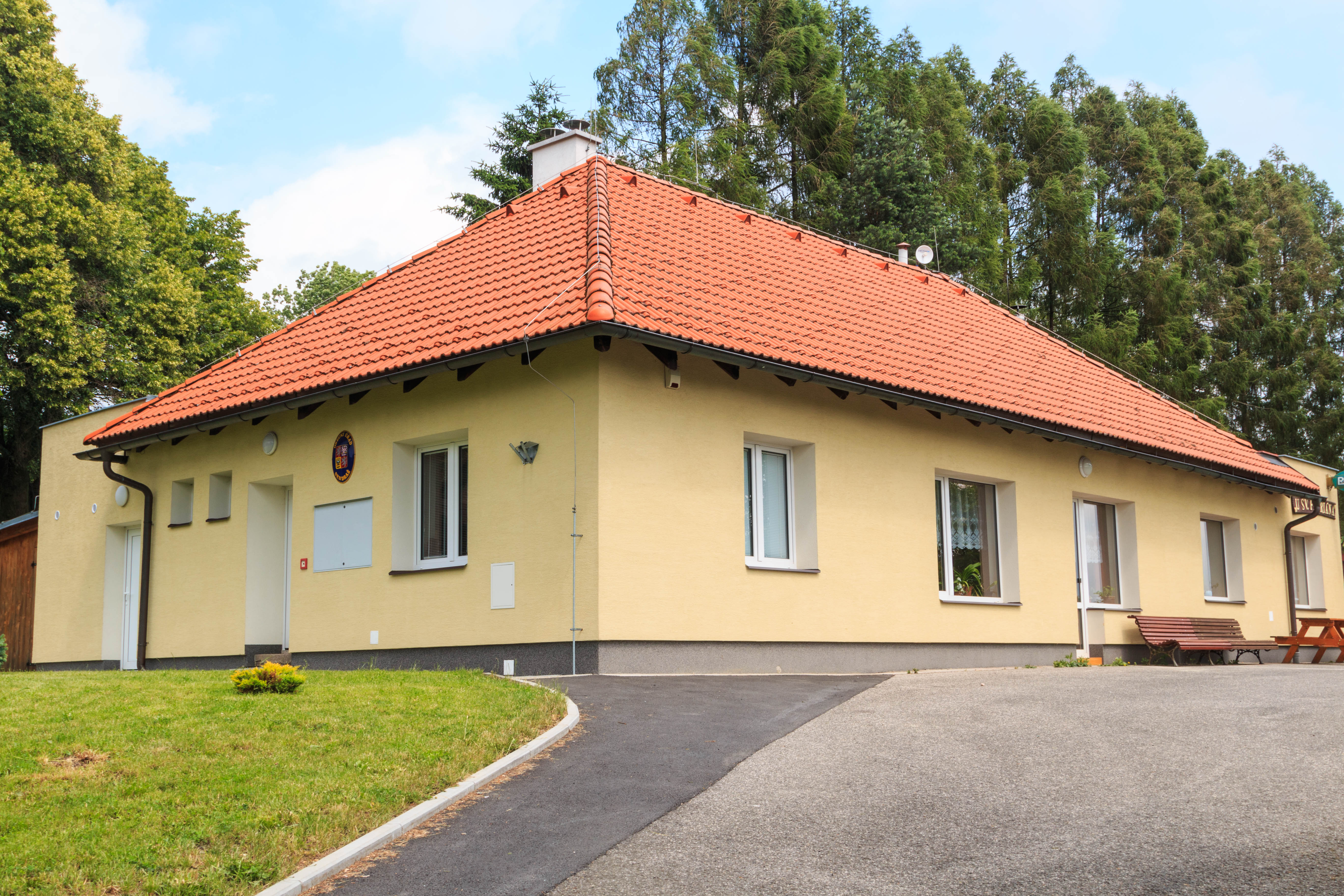
Obecní úřad
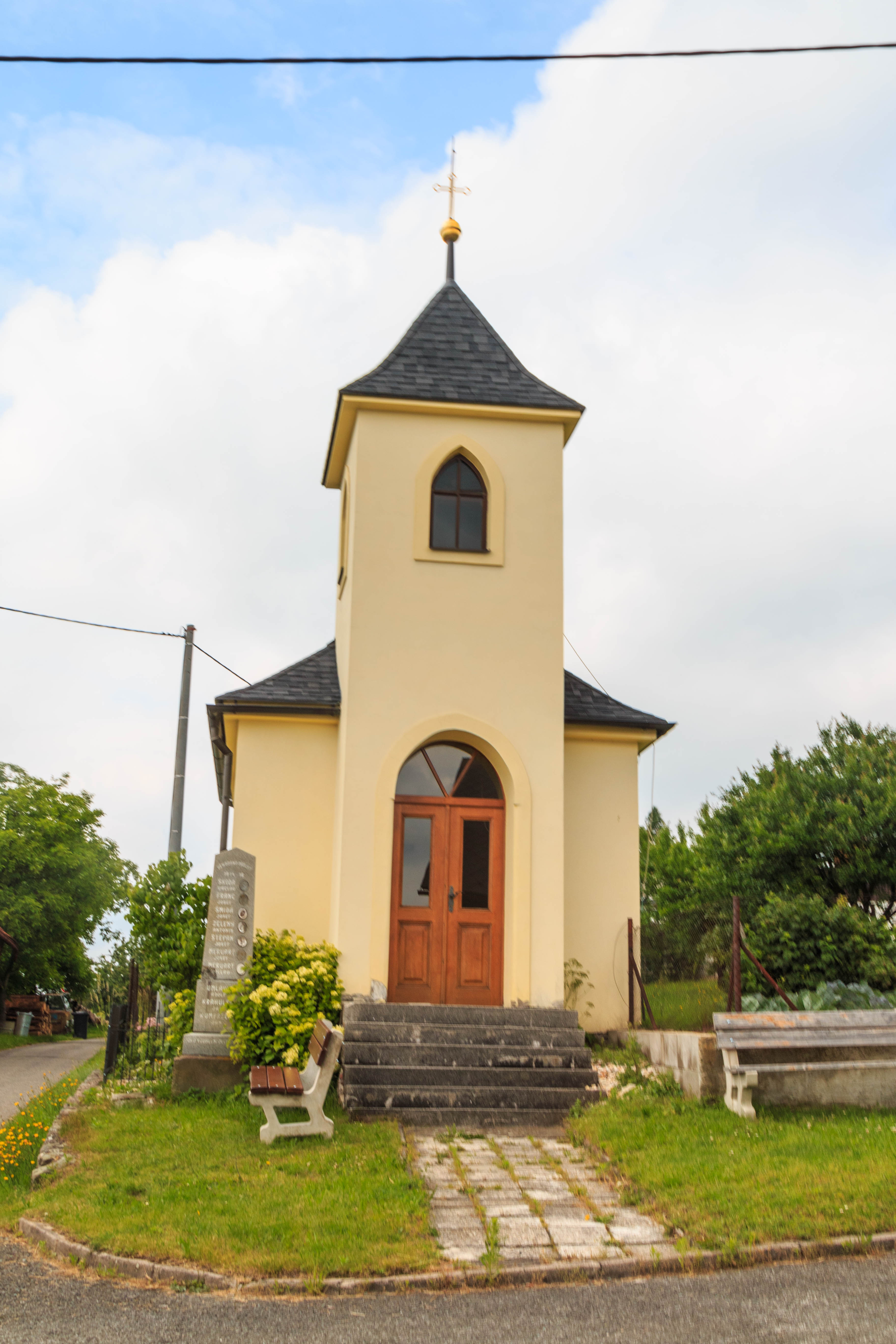
Kaple